# Ольгерд Страшинський

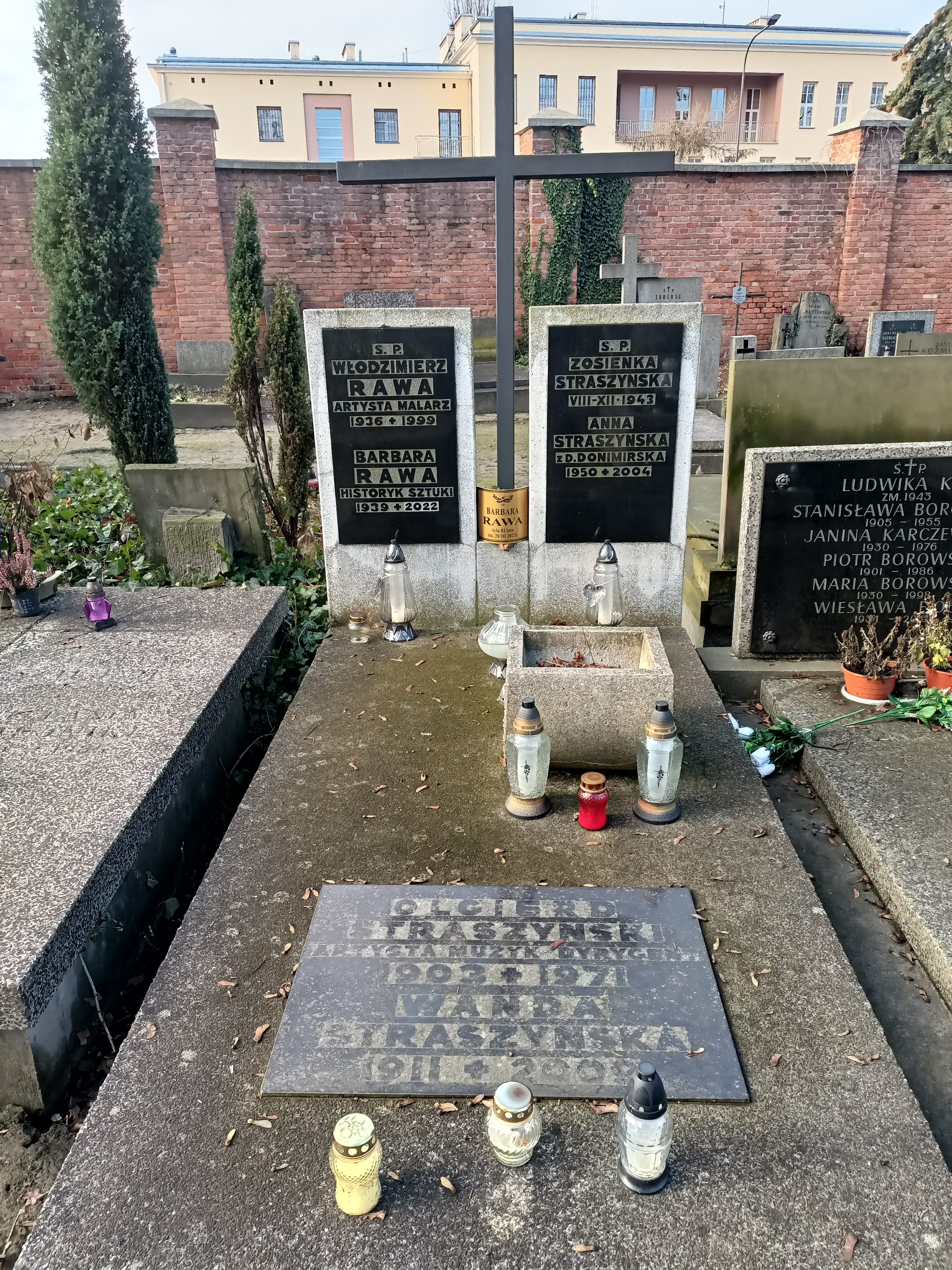
Надгробок Ольгерда Страшинського на Повонзькому кладовищі

Ольгерд Страшинський (пол. Olgierd Straszyński), псевдонім Olgierd (народився 29 листопада 1903, Маріуполь, Російська імперія — помер 12 січня 1971, Варшава, Польща) — видатний польський диригент  та композитор.

## Біографія та кар'єра
Ольгерд Страшинський народився 29 листопада 1903 року в Маріуполі в родині інженера Станіслава Страшинського, який керував будівництвом залізниці, та Анєли Страшинської. Його дідом по материнській лінії був польський оперний співак Вітольд Александрович .
Музичну освіту він розпочав у Києві як скрипаль, навчаючись у приватній школі Марії та Констанції Славич-Регамей. У 1914–1916 роках він навіть виступав з концертами як соліст. 1921 року разом із родиною переїхав до Варшави, де  1923 року закінчив середню школу . Одночасно він вивчав право у Варшавському університеті.
1930 року Страшинський завершив навчання диригуванню в класі Гжегожа Фітельберга і того ж року дебютував як диригент із Варшавським національним філармонічним оркестром.  1933 року він отримав диплом Варшавської консерваторії як теоретик, навчаючись у Казимира Сікорського та Ієроніма Фейхта. Також брав приватні уроки у Еміля Млинарського.
З 1932 року працював на Польському радіо, де був керівником відділу механічної музики, а також диригентом Великого симфонічного оркестру Польського радіо під керівництвом Гжегожа Фітельберга . У довоєнні роки часто виступав як запрошений диригент з іншими симфонічними ансамблями в більшості польських міст (зокрема, у Кракові, Познані, Бидгощі, Лодзі,  Катовіце, Вільнюсі) та записував грамофонні платівки, часто з польською музикою, для лейблів Columbia, Orpheon, Homocord, Parlophon, Odeon, Syrena-Elektro. З осені 1939 року він мав обійняти посаду диригента Варшавської опери].

### Участь у Русі Опору
Під час німецької окупації Страшинський брав активну участь у підпільному культурному житті Варшави. Він був диригентом Таємного оркестру Польського радіо, який виступав, зокрема, в закладі «Адрія». Під час Варшавського повстання він був музичним керівником підпільної радіостанції «Блискавіца» .
Він також брав участь у приховуванні від окупантів цінностей польської культури, зокрема рукописів Фридерика Шопена та Станіслава Монюшка . Після придушення повстання його було депортовано на примусові роботи до Ессена, але зрештою він утік і повернувся до Польщі.

### Повоєнна діяльність
Після закінчення війни, у 1945–1946 роках, Ольгерд Страшинський став першим повоєнним художнім керівником Національної філармонії у Варшаві. 4 грудня 1945 року він диригував першим післявоєнним оперним спектаклем у Варшаві.

Продовжуючи диригентську кар'єру, він також працював: 
1949 року — диригентом оркестру в Бидгощі .
У 1954–1956 роках — диригентом Філармонії в Любліні.
У 1957–1960 роках — художнім керівником Філармонії в Ольштині.
В останні роки життя співпрацював з Музичним театром у Лодзі.
Його післявоєнний композиторський доробок включав численні пісні та популярні музичні твори, зокрема танго «Для тебе» та  «Доля», а також аранжування пісень Яна Карловича, Станіслава Монюшка, Млинарського та інших. Він є автором нових аранжувань опер «Марія» Романа Статковського та «Лісник у Козєницькому лісі» Кароля Курпінського. Він виступав як запрошений диригент на багатьох радіостанціях, зокрема в Лодзі, диригуючи Розважальним та мандолінним оркестром, заснованим Едвардом Цукшою. Його останнім досягненням стала аранжування музичного матеріалу для антології «Хай вітер її несе».
Театр
4 грудня 1945 року -  Verbum nobile, Монюшко Станіслав, форма роботи: музична режисура,   режисура: театр імені Станіслава Цегельського: Музично-оперна сцена (MTD), Варшава.
4 грудня 1945 року -  Клоуни, Леонкавалло Руджеро, форма роботи: музична режисура,   режисура: театр імені Станіслава Цегельського: Музично-оперна сцена (MTD), Варшава.
17 квітня 1946 року -  Мадам Батерфляй, Пуччіні Джакомо,  форма роботи: музична режисура,   режисура: театр імені Станіслава Цегельського: Музично-оперна сцена (MTD), Варшава.
Робочий процес
1945 - 1948  -  Музично-оперна сцена (MTD), Варшава посада: диригент.
1946 - 1947  -  Музично-оперна сцена (MTD), Варшава посада: музичний керівник
1950 - 1951  -  Опера та філармонія, Варшава посада: диригент.

## Приватне життя
Його дружиною була Ванда, уроджена Рись, з якою у них було четверо дітей; один з них — син Анджей Страшинський. диригент Великого театру у Варшаві.
Він вийшов на пенсію в 1968 році, коли заснував і очолив інструментальний ансамбль Асоціації пенсіонерів, одержувачів ренти та інвалідів у Варшаві. Він раптово помер під час проведення репетиції з цим ансамблем.
Ольґерд Страшинський помер 12 січня 1971 року у Варшаві й був похований на Повонзківському цвинтарі (ділянка 284c-3-23).
Бібліографія
Блащик: Диригенти (ілюстрація);
Янковський, Місьорни; 
Нововейський:Під зеленим пегасом;
С.Задрожний: Це Варшава. Історія повстанської радіостанції «Błyskawica», Лондон 1964; Рух Муз. 1972 № 5; Tyg. Warsz. 1945 № 6 (Я. Кавецький);
Życie Warsz. 1971 № 11; Файли, Т. Велкі Варшава; Файли, СПАМ;
Матеріали з колекції його дружини Ванди Страшинської-Скшешевської. Джерело: Біографічний словник польського театру 1900-1980 т. II, PWN Варшава 1994

## Виноски
1. 1 2  http://www.encyklopediateatru.pl/osoby/20269/wd
2. 1 2  NUKAT — 2002.
3. 1 2  MAK
4. 1 2  Чеська національна авторитетна база даних
5. 1 2 3 4 5 6 7 8 9 10 11 12 13 14 15  Olgierd Straszyński (PDF). maestro.net.pl.
6. 1 2 3 4 5 6 7 8  Straszyński, Olgierd - Osoby - Cyfrowa Biblioteka Polskiej Piosenki. bibliotekapiosenki.pl. Процитовано 1 серпня 2025.
7. 1 2 3 4 5 6 7 8 9 10 11 12 13 14 15 16 17  https://maestro.net.pl/document/memory/Straszynski.pdf
8. 1 2 3  Straszyński Andrzej, Encyklopedia PWN: źródło wiarygodnej i rzetelnej wiedzy. encyklopedia.pwn.pl (пол.). Процитовано 1 серпня 2025.
9. ↑  Stefański, Krzysztof (30 грудня 2019). Cmentarz ewangelicko-augsburski w Ozorkowie i pomniki rodziny Schlösserów. TECHNE. Seria Nowa (4): 67—93. doi:10.18778/2084-851x.08.04. ISSN 2084-851X.
10. 1 2  Ryś, Zbigniew; Kiryk, Feliks (2013). Wspomnienia kuriera. Biblioteka "Rocznika Sądeckiego". Nowy Sącz: Prezydent Miasta Nowego Sącza : Polskie Towarzystwo Historyczne. Oddział. ISBN 978-83-933269-3-8.
11. ↑  Ryś, Zbigniew; Kiryk, Feliks (2013). Wspomnienia kuriera. Biblioteka "Rocznika Sądeckiego". Nowy Sącz: Prezydent Miasta Nowego Sącza : Polskie Towarzystwo Historyczne. Oddział. ISBN 978-83-933269-3-8.
12. ↑  Wrońska, Anna, ред. (2019). Nieba i ziemi nie widać: warszawiacy o wrześniu 1939 (вид. Wydanie I). Warszawa: Muzeum Warszawy. ISBN 978-83-65777-72-0.
13. 1 2  polskiego, Encyklopedia teatru. Olgierd Straszyński. Encyklopedia teatru polskiego (пол.). Процитовано 1 серпня 2025.